# Giuseppe Mari
Giuseppe Mari (Urbino, 30 dicembre 1911 – Pesaro, 20 settembre 2002) è stato un partigiano e storico italiano.
È stato vicepresidente dell'ANPI provinciale e presidente dell'Istituto Pesarese per la Storia del Movimento di Liberazione. In questi due enti diede un apporto fondamentale sia di carattere organizzativo che culturale.

## Biografia
Giuseppe Mari nasce a Urbino il 30 dicembre del 1911, da Primo Mari e Galli Teresa. Si diploma presso l'Istituto Magistrale "Bernardino Baldi" nel 1930. Nel 1938 consegue la laurea in Pedagogia presso l'Università di Torino. Durante il periodo universitario aderisce al GUF (Gruppi Universitari Fascisti).
Dopo la laurea diviene professore di materie letterarie. Inizia l'insegnamento nelle scuole medie e superiori di Urbino per poi passare alle scuole di Pesaro e di altri istituti superiori della provincia. 
Durante il servizio militare conosce la futura moglie Giorgia Maselli con la quale si sposa l'11 aprile 1940; dal matrimonio nascono tre figli.

### L'antifascismo
Nel corso della seconda guerra mondiale matura il suo rifiuto del fascismo. Nell'immediatezza dell'armistizio dell'8 settembre 1943, si rende protagonista, assieme alla sua formazione, di uno dei rari episodi di resistenza dell'Esercito Italiano contro i tedeschi: di fronte ai nazisti che intimavano il disarmo, pur in assenza di ordini dal comando militare, in qualità di Vice Comandante della VI Batteria Costiera nella zona di Orbetello, decise il 9 settembre di rispondere con le armi ai tedeschi che intimavano il disarmo del reparto. Dopo duro scontro, il reparto italiano riuscì a ripiegare sfuggendo alla cattura. Per questa azione viene insignito della Medaglia d'argento al valor militare.
Evitata così la deportazione in Germania, rientra nella sua città diventando presto un punto di riferimento importante dell'organizzazione dei primi Nuclei della Resistenza. Spostatosi nell'appennino del Montefeltro, diviene comandante partigiano, col nome di battaglia di “Carlo” e dirige il II Battaglione della V Brigata Garibaldi Pesaro, che disturba le truppe tedesche impegnate nell'allestimento della Linea Gotica.
Guida la formazione in varie azioni, impegnando con successo le truppe nazi-fasciste, senza che sulle popolazioni locali si abbattano stragi o rappresaglie. 
Nel mese di agosto 1944 viene nominato Vicecomandante della Divisione Garibaldi Marche e il 2 settembre il CLN delle Marche gli affida il comando della stessa, incarico che ricoprirà fino allo scioglimento della Divisione.

### La carriera politica
Nell'immediato dopoguerra aderisce al Partito Comunista Italiano e anche grazie al prestigio conquistato nella Resistenza e alle sue doti politiche e intellettuali, gli vengono affidati incarichi direttivi nel partito provinciale.
Nominato assessore comunale di Pesaro, diviene assessore in Provincia nel 1956 e Presidente della Provincia di Pesaro e Urbino dal febbraio 1957 al maggio 1959. In Amministrazione provinciale, sarà successivamente assessore sia nel 1970 sia nel 1975.

## Le pubblicazioni
Accanto all'attività politica, le sue doti culturali, lo portano a svolgere anche una lunga e costante attività pubblicistica su giornali e riviste, pubblicando diversi libri anche per ragazzi quali ad esempio "Due ragazzi contro le SS" e "Padellino", quest'ultimo uno tra i primi libri per ragazzi sulla Resistenza, edito nel 1949 e liberamente ispirato alla vera storia del giovanissimo partigiano Enzo Merli.
Nel 1965, dopo un'attenta ricerca storiografica pubblica il volume “Guerriglia sull'Appennino”, una delle più complete ricostruzioni degli avvenimenti resistenziali nella Regione Marche.
Un anno prima aveva pubblicato “La resistenza in provincia di Pesaro e la partecipazione degli jugoslavi” (con prefazione di Giorgio De Sabbata), studio interessante e originale sul contributo degli ex-internati militari jugoslavi alla guerra di Liberazione. 
Nel 1996, inoltre pubblica "Pesaresi nella guerra, quattro storie di dignità e coraggio", raccolta di testimonianze di soldati e partigiani impegnati nella seconda guerra mondiale su vari fronti e in varie armi.
In tutte queste opere il suo vissuto esperienziale personale non si è mai tradotto in una memorialistica soggettivistica ma è invece divenuto un elemento di guida ad un lavoro di ricostruzione storiografica degli eventi resistenziali, ancora oggi punto di riferimento per lo studio della Resistenza nel Centro Italia.

### Pubblicazioni
- Giuseppe Mari, Padellino, Milano, Milano Sera, 1949, SBN UBO0144957.
- Giuseppe Mari, Due ragazzi contro le SS, Roma, La stampa moderna, 1955, SBN RAV0113463.
- Giuseppe Mari (a cura di), Dati sulla agricoltura delle Marche, Pesaro, Nobili, 1960, SBN ANA0505957.
- Giuseppe Mari, La resistenza in provincia di Pesaro e la partecipazione degli jugoslavi, Pesaro, Amministrazione provinciale, 1964, SBN RAV0113037.
- Giuseppe Mari, Guerriglia sull'appennino, Urbino, Argalia, 1965, SBN RAV0113068.
- Giuseppe Mari, 33 poesie di 3 amici, Fano, Editrice Fortuna, 1987, SBN TSA1349251.
- Giuseppe Mari, Pesaresi nella guerra, quattro storie di dignità e coraggio, Pesaro, ANPI, 1996, SBN RAV0308572.
- Giuseppe Mari, Poesie, Urbino, Comune di Urbino, 2004.